# Alexander Bruckmann
Ferdinand Alexander Bruckmann (* 21. Februar 1806 in Ellwangen; † 9. Februar 1852 in Stuttgart) war ein deutscher Historien- und Porträtmaler.

## Leben

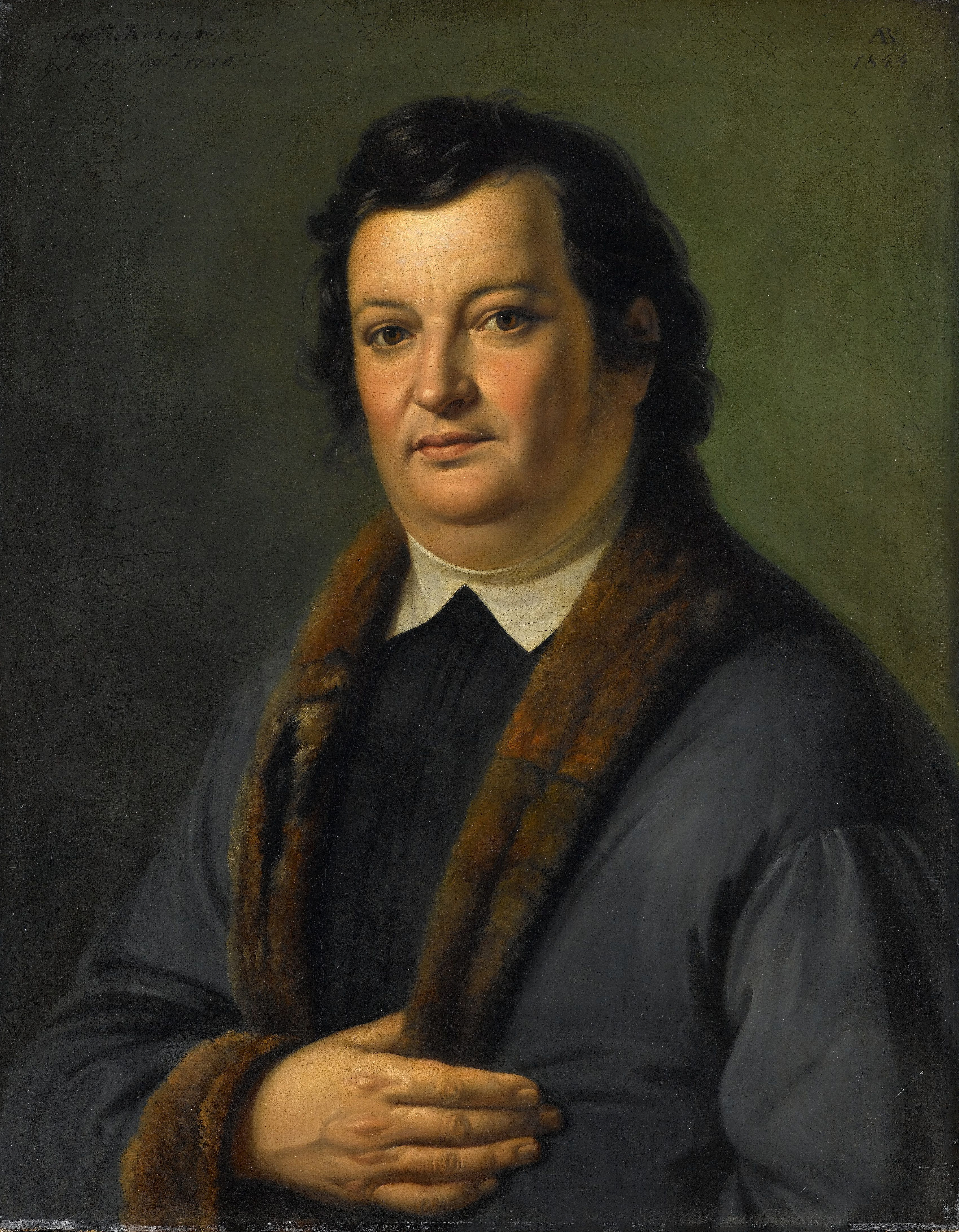
Justinus Kerner von Alexander Bruckmann gemalt (1844)

Bruckmann entstammte einer seit 1725 in Heilbronn ansässigen Familie von Kaufleuten und Silberschmieden. Sein Vater Johann August (von) Bruckmann (1776–1835) war Baumeister, während sein Onkel Peter Bruckmann (1778–1850) in Heilbronn die Silberwarenfabrik Bruckmann begründet hatte.
Alexander Bruckmann wurde in Ellwangen geboren, wo sein Vater Kreisbaurat war. Sein jüngerer Bruder August Eduard Bruckmann (1810–1884) wurde später wie der Vater Architekt, während Alexander Bruckmann künstlerische Begabung zeigte. Da die Familie mittlerweile wieder in Heilbronn wohnte, gab ihn sein Vater 1820 in die Bruckmannsche Silberwarenfabrik, wo er unter Anleitung seines Onkels und des damals dort beschäftigten Bildhauers Conrad Weitbrecht die Graveur- und Medailleurkunst erlernte.
Aufgrund eines Augenleidens musste Bruckmann diese Tätigkeit aufgeben und ergriff stattdessen die Malerei. Er kam 1827 nach Stuttgart zu Eberhard von Wächter, um sich als Maler auszubilden, und studierte in den Jahren 1827 bis 1829 an der Münchner Kunstakademie hauptsächlich unter der Leitung von Heinrich Hess. Ein Odysseus mit den Sirenen zeigendes Bild, das er auf der Münchner Kunstausstellung 1829 ausstellte, wurde von König Wilhelm I. von Württemberg angekauft.
Von Herbst 1829 bis 1832 lebte er in Rom, von wo er für das ihm gewährte Staatsstipendium das große Bild Barbarossas Leiche wird aus dem Kalykadnos gezogen in die Heimat sandte. Danach ließ er sich kurzzeitig in Heilbronn nieder, ging aber 1833 wieder nach München, wo er in der Residenz teils nach Entwürfen von Heinrich Hess, teils nach eigenen Entwürfen das Schlafgemach König Ludwigs I. mit 14 Bildern nach Motiven aus den Gedichten Theokrits ausmalte. Das Schlafzimmer der Königin Therese schmückte er mit Szenen der Hochzeit Helenas mit Menelaos aus.
1834 lernte er in München den Philosophen und Politiker Friedrich Rohmer (1814–1856) kennen, dessen treuer Anhänger und Vertrauter er wurde und den er auch finanziell unterstützte. Zur Freundschaft trat die familiäre Bindung, nachdem Bruckmann 1843 Rohmers Schwester Mathilde geheiratet hatte. Die künstlerische Entwicklung Bruckmanns trat fortan etwas in den Hintergrund, da ihm seine Freundschaft zu Rohmer wichtiger war.
1835 starb Johann August von Bruckmann in Ulm, und Alexander Bruckmann machte sich auf den Weg, um seinem Vater die letzte Ehre zu erweisen. Auf dem Weg nach Ulm wurde er durch einen Unfall aus dem Wagen geschleudert, prallte mit dem Hinterkopf auf einen Steinhaufen und zog sich eine schwere Gehirnerschütterung zu, von der er sich zwar zunächst wieder erholte, die ihm aber für den Rest seines Lebens heftige Kopfleiden und Schmerzen bescherte und zu Depressionen führte.

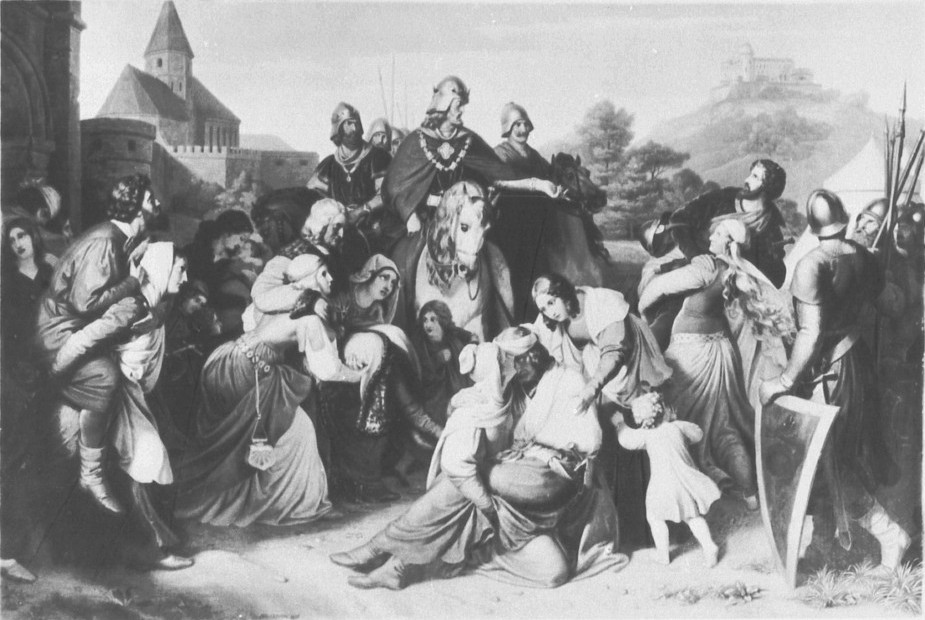
Die Weiber von Weinsberg (1836)

Bruckmann kehrte nach München zurück. Sein Talent fand Anerkennung; nach seinen Entwürfen führte Friedrich Preller im Härtelschen Haus in Leipzig 1836 einen Fries im Malstil der Griechischen Vasenmalerei mit Darstellungen aus der Odyssee aus. Auch die als seine besten Staffeleibilder angesehenen Bilder wie Die Weiber von Weinsberg (1836, nach der Treu-Weiber-Begebenheit), Das Mädchen aus der Fremde (1838, nach Schiller) und Romeo und Julia (1840, gestochen von Anton Duttenhofer und vom Württembergischen Kunstverein als Gabe verteilt) stammen aus dieser Zeit.
Ab 1840 widmete sich Bruckmann fast ausschließlich der Porträtmalerei, überwiegend in Stuttgart, vorübergehend auch in Ulm, Augsburg, Zürich und andernorts. Größere Werke schuf er in dieser Zeit nur wenige, darunter das Gemälde Thusnelda in der Gefangenschaft (1851) und zwei große Freskobilder (1846) im Festsaal des Stuttgarter Museums der bildenden Künste (heute Alte Staatsgalerie), Die Geburt der Aphrodite und Der h. Lucas, die Madonna malend; außerdem ebenfalls dort drei kleinere Surporten mit Allegorien der drei Bildenden Künste Architektur, Skulptur und Malerei.
Bruckmanns durch seinen Unfall 1835 hervorgerufene gesundheitliche Probleme störten ihn bei der Arbeit und wurden mit der Zeit schlimmer, so dass er schließlich Blindheit und Wahnsinn fürchtete. Um diesem Schicksal zu entgehen, nahm er sich am 9. Februar 1852 das Leben. Seine letzte Ruhestätte fand er auf dem Fangelsbachfriedhof in Stuttgart.

## Rezeption
August Wintterlin schreibt über Bruckmann, er sei einst unter die hoffnungsvollsten Kunsttalente Württembergs gerechnet worden, aber das reife Alter habe bei ihm nicht gehalten, was die Jugend versprochen hätte. In der Allgemeinen Deutschen Biographie urteilte er 1876: „B. componirte mit viel Verstand und Fleiß; seine Gestalten erfreuen immer durch ein edles und warmes Pathos; sein Colorit, anfangs sehr kräftig und klar, wurde später trüber und zuweilen trocken; unter seinen Bildnissen finden sich ganz treffliche Leistungen neben überraschend schwächeren.“